# 小山昇 (法学者)
小山 昇（こやま のぼる、1917年8月1日 - 2015年10月22日）は、日本の法学者。専門は民事訴訟法。学位は法学博士（東京大学・論文博士・1962年）（学位論文「訴訟物論」）。北海道大学名誉教授及び北海学園大学名誉教授。北京生まれ。兼子一門下。弟子に池田粂男、柏木邦良、本間靖規など。

## 略歴

### 学歴
- 1938年3月 - 第一高等学校文科甲類卒業
- 1942年9月 - 東京帝国大学法学部卒業

### 職歴
- 1942年10月 - 東京帝国大学法学部助手（民事訴訟法講座）
- 1947年6月 - 北海道帝国大学法文学部講師（民事訴訟法講座）
- 1947年9月 - 北海道帝国大学法文学部助教授（民事訴訟法講座）
- 1953年5月 - 北海道大学法経学部教授（民事訴訟法講座）
- 1953年8月 - 北海道大学法学部教授（民事訴訟法講座）
- 1954年7月 - 北海道学芸大学教授併任
- 1961年4月 - 北海道大学法学部長兼大学院法学研究科長（1964年1月まで）
- 1969年5月 - パリ国際大学都市日本館館長（1971年5月まで）
- 1981年3月 - 停年退官
- 1981年4月 - 北海道大学名誉教授　北海学園大学法学部教授
- 1996年3月 - 北海学園大学退職
- 1996年5月 - 大和哲夫、藤岡喜久男と共に北海学園大学から名誉教授が贈られる

#### 学内における役職
- 北海道大学評議員（1959年4月-1964年1月）
- 北海道大学評議員（1967年8月-1969年7月）
- 北海道大学評議員（1973年8月-1975年7月）

#### 学外における役職
- 司法試験考査委員

## エピソード
- 北海学園大学を退職した後は、自己所有の蔵書のほとんどを同大学付属図書館に寄贈している。

## 学説・学問態度
- 民事訴訟法学に於いてはほとんどの学説対立にて、通説側に立っている。[2]
- 絶対必要説
  - 訴訟上の和解の要件について訴訟要件が具備されているかどうかにつき、小山は「訴訟係属が適法であり、かつ、訴訟要件を具備していなければ、訴訟上の合意が成立しても、調書に記載すべきでなく、訴え却下すべきである」とする1人説を唱えている。

## 主要著書
- 『民事調停法概説』（有斐閣、1953年）
- 『調停法・仲裁法』（有斐閣、1958年）
- 『民事訴訟法』（青林書院新社、1968年初版・2001年新版）
- 『民事調停法（法律学全集38Ⅱ）』（有斐閣、1958年初版・1977年新版）
- 『仲裁法（法律学全集38Ⅲ）』（有斐閣、1958年初版・1983年新版）
- 『小山昇著作集（全13巻）』（信山社出版、1990年 - 1994年）

など多数

## 門下生
- 池田粂男
- 柏木邦良
- 本間靖規

| スタブアイコン | サブスタブ | この項目は、まだ閲覧者の調べものの参照としては役立たない、人物に関連した書きかけの項目です。この項目を加筆・訂正などしてくださる協力者を求めています（P:人物伝/PJ:人物伝）。 |